# أليس في بلاد العجائب (فلم 1951)
أليس في بلاد العجائب (بالإنجليزية: Alice in Wonderland) هو فيلم من أفلام شركة والت ديزني انتج عام 1951، تدور قصته حول فتاة تقع في مشاكل كبيرة بسبب فضولها.

## لمحة عن الفيلم
كانت الأخت الكبيرة في الحديقة تقرأ لأليس من كتاب التاريخ لكن هذه الأخيرة لم تكن تصغي لأن الكتاب كان مملا بالنسبة لها فهو لم يحتو على أيّة صور أو حوارات.
بدأت أليس تتخيل عالمها الخاص أين يكون «المنطق غير منطقي والغير منطقي منطقي»... فجأة ظهر أرنب أبيض يرتدي معطف، أخذ الأرنب ساعة من جيبه وهرع مستعجلا، ولكن فضول أليس جعلتها تلحق به لمعرفة سبب استعجاله، فتبعت إلى داخل جحره لكنها سرعان ما بدأت بالبكاء لأنها وجدت نفسها أمام باب مغلق. لكن بمساعدت «الباب المتكلم»، قامت بالاهتداء إلى الشرب من قنية صغيرة، مما جعلها تصغر في الحجم وتعبرعبر الباب.
وجدت أليس نفسها في غابة كبيرة، وبينما كانت تتجولت فيها باحثة عن «الأرنب الأبيض» إذ بها تقابل توأمان. بعد التعارف، بدأ هذان الأخيران بالغناؤ وقص القصص. لكن أليس قامت بإغفلهما وهربت ثم عاد للتجول في الغابة إلى أن سمعت أصوات غناء ورقص فتبعت تلك الأصوات إلى أن وصلت إلى بيت «صانع القبعات المجنون» حيث كان يقيم حفلة شاي في، تم دعوتها إلى الطاولة وشرب الشاي، وسط أحداث الحفلة الغريبة والغير منطقية ظهر الأرنب ولكنه سرعان ما رحل مستعجلا فعادت للحاق به مرة أخرى.
وصلت أليس إلى حديقة أزهار متكلمة، فبدأت بالحديث والغناء معهنّ لكن بعد مدة إعتبروها «حشيشة ضارة» فطردوها. وجدت أليس نفسها في مكان شديد الظلام فبدأت بالبكاء وأرادت العودة إلى بيتها... في تلك الأثناء ظهر «القط المتخفي» وأرشدها إلى قصر الملكة التي ستساعدها على إيجاد طريقها للمنزل.
لمّا وصلت إلى باحت القصر فوجئت بأوراق اللعب تصبغ الأزهار البيضاء باللون الأحمر إرضاء للملكة. أتت الملكة رفقة الحراس فاكتشفت أن الأزهار بيضاء الأصل فأمرت بقطع رؤوس جميع من كان هناك بمن فيهم أليس، لحسن الحظ قام الملك بإقناع الملكة بالعفو عنها. قامت الملكة وأليس بلعب «الكروكاي» التي إنتهت بمحاكمة أليس بسبب «إهانتها للملكة» قامت الفتاة بالتطاول على الملكة التي في أمرت بقطع رأس أليس. بدأت الفتاة بالركض وركضت الملكة وأوراق اللعب وراءها... بعد كر وفر، استيقظيت الفتاة المسكينة على صوت أختها الكبرى. «أليس، هل أنت نائمة؟»

## الشخصيات
(مرتبة حسب تسلسل ظهورها)
1. أليس
2. اخت أليس الكبيرة
3. داينا: قطة أليس
4. الأرنب الأبيض
5. الباب المتكلم
6. الدودو
7. التوأم تويدلدام وتويدلدي
8. حيوان الفظ والنجار
9. بيلي السحلية
10. الأزهار المتكلمة
11. دودة القز
12. القط شرشر
13. صناع القبعات المجنون
14. الأرنب البري
15. الزغابة (حيوان شبيه بالفأر)
16. اوراق اللعب
17. الملكة العصبية المتسلطة
18. الملك الوديع

## التمثيل الصوتي

### النسخة العربية الفصحى
- دانييلا الراشد - آليس
- داني بستاني - الأرنب الأبيض
- حسن حمدان - شيشايركات
- عمر الشماع - ماد هاتر
- جمانة الزنجي - الملكة
- عماد فغالي - مارش هير
- شربل أيوب - كاتربيلر
- إسماعيل نعنوع - دودو
- خالد السيد - الفظ
- فادي الرفاعي - مقبض الباب
- سهير ناصر الدين
- حسن مهدي - التوأمان المتشابهان
- سيلينا شويري
- إبراهيم ماضي
- زينة شرف الدين
- رنا بركات
- جورج أبو سلبي - النجار، بيل السحلية (غير مدرج)

## وصلات خارجية
- الموقع الرسمي
- مقالات تستعمل روابط فنية بلا صلة مع ويكي بيانات